# 濱田實
濵田 實（はまだ みのる、1924年（大正13年）7月5日 - 2012年（平成24年）11月7日）は、日本の工学者。工学博士。
大阪大学名誉教授。元徳島工業短期大学学長。阿南工業高等専門学校名誉教授。日本機械学会名誉会員。勲二等瑞宝章受章。大阪帝国大学工学部卒業。大阪府出身。

## 経歴
大阪府出身。大阪帝国大学工学部卒業。大阪大学工学部の教授を経て1987年（昭和62年）に阿南工業高等専門学校校長に就任。1994年（平成6年）より徳島工業短期大学学長に就任。
勲二等瑞宝章を受章し、日本機械学会名誉会員となる。
2012年（平成24年）11月7日、死去。享年88。